# Han Kook-young
Han Kook-young (ur. 19 kwietnia 1990 w Seulu) – południowokoreański piłkarz występujący na pozycji pomocnika w japońskim klubie Kashiwa Reysol oraz w reprezentacji Korei Południowej. Znalazł się w kadrze na Mistrzostwa Świata 2014.